# 勝者為王II天下無敵
《勝者為王II天下無敵》（英語：Who's The Winner (II)），香港亞洲電視製作的劇集，全劇共30集，由陳庭威、曾華倩、吳毅將、呂頌賢及伍詠薇主演，監製為袁仁康。此劇為《勝者為王》系列之第二部，推出時正面對撼無綫電視的《大時代》，首週平均收視為12點，之後兩週收視持續14點，最高收視達21點。劇集版權（包括改篇、重拍等一切權利）現由華特迪士尼公司持有，並於2023年3月29日於Disney+上架。

## 劇情簡介
自從新一代賭王石志康（陳庭威飾）擊敗上代賭王聶萬龍（秦沛飾）後，賭霸張天鼎（楊群飾）在美國成為獨當一面的美洲賭王。鼎有一獨生女適茹（曾華倩飾），協助鼎打理美國賭場。鼎當年為求一己私利出賣洪氏父子，使洪峰（吳毅將飾）含冤入獄。龍被康擊敗後大受打擊，變得天真癡呆入住瘋人院，但賭技則更上一層樓，除已退隱的赌神高進外，幾近天下無敵，可能尤勝石志康...
峰出獄後，即回港劫走龍助其復仇，誓要使鼎聲名狼藉。時正舉行美洲賭王大賽，峰偕龍前往，聲言要挑戰鼎，鼎怕當年惡行敗露，又怕戰敗，急找康相助出賽。康與妻子張嘉慧（萬綺雯飾），本已退出賭壇，見前輩有難，無奈答應迎戰。康終以其無上賭術擊敗峰，放峰一條生路，峰仇恨深切，另尋機會反擊。茹卻被康之仁者風範吸引，將愛意藏於心內。其後茹、慧暗中發現鼎的惡行，決告之康。鼎唯有殺人滅口，殺死慧嫁禍峰。康知妻遭殺害，甚為悲痛，立要取鼎命。一場世紀之戰旋即展開。
鼎暗中布下天羅地網，派手下狄信（呂頌賢飾）剷除康、峰二人。幸得茹暗中協助突出重圍，康知真相唯有偷渡逃亡。康逃回香港，在一島上隱居，寄居洪英（高雄飾）之小飯店。英其實是一代賭王，向康灌輸賭術至高奥義，使康重新振作，決助劉妙連（伍詠薇飾）重建家庭麻雀館生意。其後更由麻雀館轉變為賭場，逐漸發展東亞賭業。信被派往香港追殺康、峰二人，並委任信在香港籌辦一間豪華賭場。茹為代父贖罪，亦一同前往尋康下落。
鼎雖為美洲賭王，但其野心勃勃，一方面派人持續追殺康、峰二人，另一方面不斷擴張自家賭業，聲勢浩大。另一方面峰在逃亡後，投靠開賭船的鄭碧華（黃莎莉飾），與卓嵐（雪梨飾）串謀吞併賭船生意，聲勢日漸強大，未幾賭壇成了康、鼎、峰三角鼎立的局面，三人各懷鬼胎，形勢一觸即發。
信雖助鼎擴張，但反遭鼎視其無能，一怒之下決然離去。康、鼎、峰三人為解恩怨，終決生死，但突發意外。另一方面，信借神秘人之助，奪鼎、峰二人產業，聲勢比鼎、峰二人浩大。神秘人借信之助立足賭壇，更希望成「天下無敵」。
原來神秘人為隱忍三十年，化名屠天龍的屠雄（方剛飾），回歸賭壇只為向鼎、龍復仇及成「天下無敵」，其更不斷挑戰賭壇高手，鼎、峰、英、龍更因敗於雄而殞命。康一而再，再而三見高手殞落，終與雄決生死，終局之戰，一觸即發...

## 演員表

### 主要演員
| 演員   | 角色   | 暱稱/關係                                                                                        |
| 陳庭威 | 石志康 | 無敵賭王，賭術堪稱天下第一，除賭神高進外無人能敵 張家慧丈夫                                      |
| 曾華倩 | 張適茹 | 張天鼎之女                                                                                       |
| 吳毅將 | 洪 峰  | 洪天之次子 洪英之弟，賭術極為厲害 視張天鼎為殺父仇人                                             |
| 呂頌賢 | 狄 信  | 劉妙蓮男友，後丈夫 張天鼎之手下，後來投靠屠天龍                                                  |
| 伍詠薇 | 劉妙蓮 | 狄信妻子 劉妙珠之妹 劉家才之姊                                                                   |
| 秦 沛  | 聶萬龍 | 一代賭王，失去常智後，功力更從前，以技術而言，石志康亦未能取勝 曾與屠雄及張天鼎結拜為兄弟        |
| 楊 群  | 張天鼎 | 張適茹之父，北美賭王 曾與屠雄及聶萬龍結拜為兄弟 於第4集派人殺害張家慧 於第26集自殺身亡           |
| 高 雄  | 洪 英  | 當年賭壇第一高手洪天之長子 洪峰之兄，賭術絕頂高手，實力幾不下於聶萬龍石志康 劉妙蓮、劉家才之好友 |

### 其他演員
| 演員     | 角色   | 暱稱/關係                                                                                         |
| 萬綺雯   | 張家慧 | 石志康妻子 於第4集被張天鼎手下槍殺身亡                                                            |
| 方 剛    | 屠天龍 | 原名：屠雄 賭博機械人，實力無人能敵 曾與聶萬龍及張天鼎二人結拜為兄弟 石志康之親父 （客串第24-30集） |
| 李香琴   | 陳金鳳 | 石志康之母 於第29集返港                                                                           |
| 黃莎莉   | 鄭碧華 | 華姐                                                                                              |
| 雪 梨    | 卓 嵐  | 鄭碧華之助手                                                                                      |
| 張家輝   | 劉家才 | 劉妙蓮、劉妙珠之弟 洪英之好友 聶萬龍之徒 於28集與屠天龍賭命，輸後服毒酒身亡                       |
| 邱月清   | 劉妙珠 | 劉妙蓮、劉家才之姊 洪英之好友                                                                     |
| 冼灝英   | 趙再生 | 張天鼎之手下                                                                                      |
| 駱達華   | 甘帶勝 | 劉家才之好友                                                                                      |
| 黃樹棠   | 賀 非  |                                                                                                   |
| 司馬華龍 | 六 叔  | 賭協會長                                                                                          |
| 陳植槐   |        |                                                                                                   |
| 徐二牛   | 洪 天  | 洪英、洪峰之父 被張天鼎殺害                                                                       |
| 江 圖    |        |                                                                                                   |
| 熊德誠   |        |                                                                                                   |
| 仲 煒    |        |                                                                                                   |
| 李陽春   |        |                                                                                                   |
| 易君鴻   |        |                                                                                                   |
| 甘 山    | 翔     |                                                                                                   |
| 曾贊安   |        |                                                                                                   |
| 程文意   | 倩     |                                                                                                   |
| 凌腓力   |        |                                                                                                   |
| 梁錦燊   |        |                                                                                                   |
| 邱展鵬   |        |                                                                                                   |
| 佘文炳   |        |                                                                                                   |

## 製作
- 武術指導 : 徐二牛、馬玉成
- 賭術指導 : 江道海

## 軼事
洪峰一角原屬意由方剛饰演，後改由吳毅將饰演。及後為挽回收視，剧组又邀请方剛在最後5集客串出演屠天龍一角。